# MAX
Pour les articles homonymes, voir MAX.
 (septembre 2024).
MAX (pour "Musical Active eXperience") est un groupe féminin de J-pop créé en 1995, populaire au Japon à la fin des années 1990, formé des chanteuses-danseuses Nana, Lina, Reina, et Mina, remplacée un temps par Aki. Le groupe se produit en trio depuis 2011 à la suite de la mise en congé de maternité prolongé de Reina.

## Histoire
Nana et Mina débutent en 1992 avec le groupe d'idoles japonaises Super Monkey's sur le label Toshiba-EMI, rapidement renommé Super Monkey's 4, avec Namie Amuro et deux autres membres qui seront remplacées en 1994 par Lina et Reina, le groupe se nommant alors Namie Amuro with Super Monkey's. Amuro débute officiellement en solo chez Toshiba-EMI début 1995, puis chez avex trax à la fin de l'année. Les quatre autres membres signent aussi chez avex pour former leur propre groupe MAX, sortant leur premier single dès le mois de mai 1995, tout en continuant à accompagner Amuro en tant que danseuses pour la promotion de ses disques tout au long de l'année.
MAX et Namie Amuro terminent leur collaboration fin 1995, et les quatre filles continuent de leur côté avec un grand succès durant les années suivantes, changeant l'image des groupes d'idoles avec leur style plus sexy et leurs chorégraphies plus travaillées. Les membres de MAX sont aussi les héroïnes de deux films en 1996 et 1997, et d'une série télévisée du genre surnaturel en 1998, Sweet Devil. Mais les ventes de disques du groupe chutent à partir de 2001. En 2002, Mina enceinte quitte le groupe pour se marier, et est remplacée par Aki, qui fit partie du groupe Hipp's en 2001. Après un unique album studio sorti en sept ans, Aki quitte le groupe en aout 2008 pour une carrière en solo, et MAX annonce tout d'abord l'arrêt de ses activités, puis leur reprise deux mois plus tard avec le retour de Mina qui reprend donc sa place après six ans d'absence.
En mai 2011, Reina annonce son mariage et sa grossesse ; elle se retire provisoirement du groupe, tout en en restant officiellement membre. Après une pause de deux ans, MAX sort enfin un nouveau single, Tacata', son premier disque en tant que trio, Reina n'ayant toujours pas repris ses activités. Celle-ci annonçant par la suite son maintien en congé maternité pour avoir un deuxième enfant, le groupe sort un deuxième single en trio en 2014, puis un troisième en 2015, ainsi qu'un premier album en trio (une compilation) fin 2015.

## Membres
- Nana : Nanako Takushi (沢詩奈々子?), née le 25 mars 1976 (48 ans)
- Lina : Ritsuko Matsuda (松田律子?), née le 26 février 1977 (48 ans)
- Mina : Minako Inoue (井上美奈子?), née le 29 décembre 1977 (47 ans), ex- Minako Ameku (天久美奈子?) (MAX: 1995-2002, 2008-)

En congé
- Reina : Reina Miyauchi (宮内玲奈?), née le 6 janvier 1978 (47 ans), en congé maternité depuis 2011.

Ex-membre
- Aki : Aki Maeda (前田亜紀?), née le 22 octobre 1980 (44 ans), ex-Hipp's, a remplacé Mina de 2002 à 2008.

## Discographie

### Albums
Originaux
Compilations
Remixes
Reprises

### Participations
Singles
- Try Me ~Watashi wo Shinjite~ (par "Namie Amuro with Super Monkey's", sorti le 25 janvier 1995)
- Taiyo no Season (par "Namie Amuro", sorti le 26 avril 1995)
- Stop the Music (par "Namie Amuro", sorti le 24 juillet 1995)
- Body Feels Exit (par "Namie Amuro", sorti le 25 octobre 1995)
- Chase the Chance (par "Namie Amuro", sorti le 5 décembre 1995)

## Videos
- 02/25/1998 : Maximum Clips
- 03/29/2000 : Maximum Clips II
- 03/20/2002 : Precious Clip Collection 1995-2002
- 12/11/2002 : MAX Best Clips

## Tournées
- 1997 : J-POP GIG TOUR '97
- 1998 : MAX LIVE CONTACT 1998 ~max up your life~
- 1999 : MAX LIVE CONTACT 1999 ~Sunny Holiday~
- 2000 : MAX LIVE CONTACT 2000 ~No boundly~
- 2001 : MAX LIVE CONTACT 2001 ~Bitter 4 Sweet~
- 2009 : MAX Live Contact 2009 -New Edition-

## Filmographie
Films
- 1996 : Ladie's MAX
- 1997 : Ladie's MAX : Give me a Shake
- 2001 : Starlight

Drama
- 1998 : Sweet Devil
- 2007 : Churasan 4

## Liens
- (ja) Site officiel
- (ja) MAX Shake: blog vidéo officiel
- (ja) Page officielle sur le site du label
- (en) Discographie sur Discogs.com